# Коко, Сауль
Сауль Басилио Коко-Басси Убинья (исп. Saúl Basilio Coco-Bassey Oubiña; род. 9 февраля 1999, Лансароте, Испания) — футболист Экваториальной Гвинеи, защитник клуба «Торино» и сборной Экваториальной Гвинеи.

## Клубная карьера
Коко — воспитанник клубов «Ориентасьон Маритима», «Лас-Пальмас» и «Эспаньол». В 2018 году он был включён в дублирующий состав последних. В том же году Сауль на правах аренды выступал за «Орту». В 2020 году Коко вернулся в «Лас-Пальмас», где начал выступать за команду дублёров. 6 марта 2021 года в матче против «Райо Вальекано» он дебютировал в Сегунде за основной состав. 15 апреля 2023 года в поединке против «Гранады» Сауль забил свой первый гол за «Лас-Пальмас». По итогам сезона Коко помог команде выйти в элиту. 12 августа в матче против «Мальорки» он дебютировал Ла Лиге. В июле 2024 года итальянское «Торино» объявило о покупке африканского защитника за 7,5 млн евро. 11 августа Сауль дебютировал в матче Кубка Италии  против «Козенцы»

## Международная карьера
3 сентября 2017 года в товарищеском матче против сборной Бенина Коко дебютировал за сборную Экваториальной Гвинеи. 7 октября 2021 года в отборочном поединке чемпионат мира 2022 против сборной Замбии Сауль забил свой первый гол за национальную команду.
В 2021 году Коко принял участие в Кубке Африки в Камеруне. На турнире он сыграл в матчах против сборных Кот-д’Ивуара, Алжира, Сьерра-Леоне, Мали и Сенегала.

### Голы за сборную Экваториальной Гвинеи
| #  | Дата           | Место                                               | Противник  | Счёт | Результат | Соревнование                     |
| -- | -------------- | --------------------------------------------------- | ---------- | ---- | --------- | -------------------------------- |
| 1. | 7 октября 2021 | Новый стадион Малабо, Малабо, Экваториальная Гвинея | Замбия     | 1:0  | 2:0       | Чемпионат мира 2022 квалификация |
| 2. | 16 ноября 2021 | Стейд Олимпик, Нуакшот, Мавритания                  | Мавритания | 1:1  | 1:1       | Чемпионат мира 2022 квалификация |
| 3. | 24 марта 2023  | Новый стадион Малабо, Малабо, Экваториальная Гвинея | Ботсвана   | 1:0  | 2:0       | Кубок Африки 2023 квалификация   |